# Joseph Déjacque

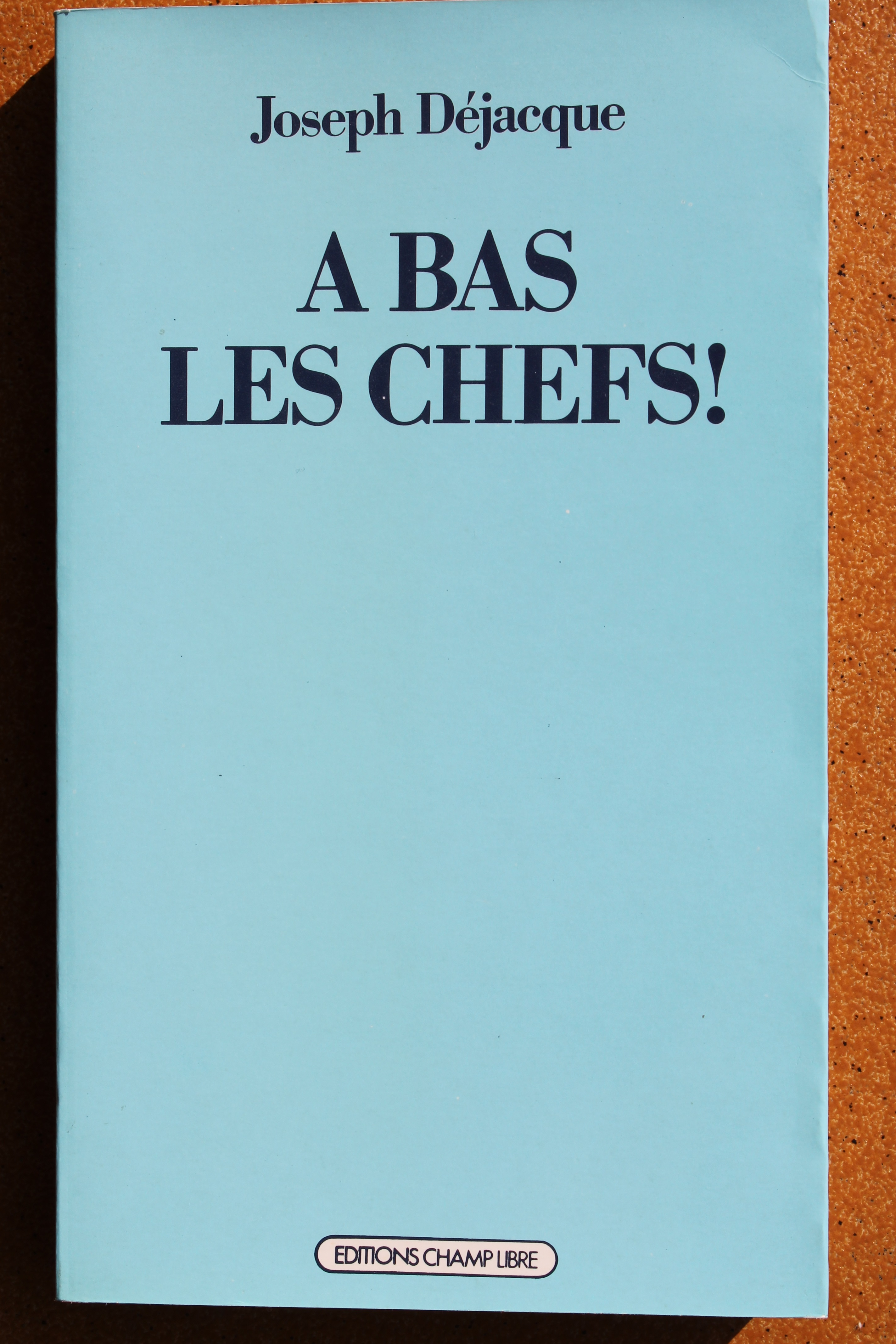
A bas les chefs ! (¡Abajo los jefes!), Champ libre, reedición de 1979.

Joseph Déjacque (27 de diciembre de 1821 - 18 de noviembre de 1864) fue militante y escritor anarquista francés. Fue el creador del neologismo "libertario", por oposición a "liberal" en su panfleto Del ser humano hombre y mujer - Carta a P. J. Proudhon, publicado en 1857 en Nueva Orleans.
"Obrero-poeta", según un modelo nacido en los medios sansimonistas y auténtico proletario, escribió una abundante obra.

## Biografía

### Años de formación, de la infancia al exilio
Nacido en 1821, Joseph Déjacque creció huérfano de padre y fue criado por su madre, que era lavandera. En 1834, entra como aprendiz y, en 1839, trabaja ya como mozo en una tienda de empapelados. 
En 1841, se enrola en la Marina, descubre el Oriente, pero también el autoritarismo militar. De vuelta a la vida civil en 1843, vuelve a trabajar como dependiente, pero su carácter rebelde no casa bien con la autoridad del patrono.
En 1847, comienza a interesarse por las ideas socialistas, compone poemas en los que llama a la destrucción de toda autoridad por medio de la violencia y colabora con el periódico L'Atelier, diario escrito por obreros para obreros, que preconiza el socialismo.
Inscrito el 10 de mayo de 1848 en los talleres nacionales, Déjacque asiste a la insurrección de junio de 1848. Es miembro del Club de las Mujeres, fundado en abril de 1848, y colabora en el diario impulsado por los miembros del club, La voz de las mujeres. Aunque no había participado de manera directa en la insurrección, fue detenido, liberado en marzo o abril de 1849 y vuelto a prisión de nuevo.
En agosto de 1851, publica su primer libro de poemas, Les Lazaréennes, Fables et Poésies Sociales. El gobierno de Napoleón III prohíbe la obra y persigue a autor y editor por "excitación al odio y el desprecio del gobierno de la República, al odio y el desprecio de unos ciudadanos por otros, en fin, por apología de hechos calificados como crimen por la ley penal". Déjacque es condenado a dos años de prisión y a una multa de 2000 francos y su editor a seis meses de prisión y una multa de 2000 francos. Para librarse de la condena,  Déjacque huye primero a Bruselas, después a Londres, donde conoce al revolucionario Gustave Lefrançais, con quien funda la sociedad de solidaridad obrera "La sociale".

### Un libertario en Nueva York
Instalado en Nueva York a partir de 1854 y marcado por la derrota de 1848, Déjacque denuncia violentamente en sus escritos la injusticia de la sociedad en la que vive y, en particular, la explotación y las condiciones de vida miserables de los proletarios y llama a la revolución social. Sus reflexiones sobre la existencia individual en un mundo capitalista le llevan a elaborar una teoría original acerca de la universalidad y a proponer una práctica anarquista que expone en su diario El libertario, cuyos 27 números aparecen en Nueva York de junio de 1858 a febrero de 1861. Este periódico fue el primero de carácter comunista libertario (identificable de esta forma por la línea de la comunidad de bienes, si bien está teoría económica aún no existía formalmente dentro del anarquismo) publicado en Estados Unidos. Además de criticar artículos sobre la revolución y los acontecimientos políticos de Estados Unidos y Francia, también criticó el ahorcamiento del abolicionista John Brown luego de la redada ocurrida en Harpes Ferry en Virginia, e hizo propaganda por la causa abolicionista.
Anarquista radical, Déjacque rechaza todo sistema de representación o delegación políticas, que llevan al individuo a renunciar a su voluntad al dejar a otro expresarse en su lugar, rechazo que desarrolla en La cuestión revolucionaria, publicada a su llegada a Nueva York. De acuerdo a Alain Penjam, Déjacque buscaba abolir "la propiedad personal, la propiedad de la tierra, edificios, fábricas, tiendas, y toda propiedad que sea instrumento de trabajo, producción o consumo". 
Partidario de la más completa libertad, que él denomina "soberanía individual", Joseph Déjacque también es conocido por haber sido uno de los primeros en defender la igualdad entre hombres y mujeres, principalmente en su Del ser humano, hombre y mujer, escrito en respuesta a la misoginia de Pierre-Joseph Proudhon.
En 1855, firma el manifiesto inaugural de la Asociación internacional, fundada en Londres. Considerada el embrión de la Primera Internacional (llamada oficialmente Asociación Internacional de los Trabajadores), esta asociación reunía a los socialistas franceses, a los comunistas alemanes, a los cartistas británicos y a los socialistas polacos y se implantó en Estados Unidos gracias a la labor de los refugiados franceses.
Estando en Nueva Orleans entre 1856 y 1858, escribió su famosa utopía anarquista "L'Humanisphère, Utopie anarchique", pero no encontró editor para esta obra.

### La vuelta
Cuando comienza la guerra de secesión, Déjacque publica un último número de El libertario en enero de 1861 en que exhorta al pueblo norteamericano, que él desearía "menos religioso y más socialista", a defender la libertad y la República contra "los jesuitas", "los esclavistas", "los absolutistas", "contra los enemigos nocturnos (...) los autoritarios" que están a sus puertas. El descalabro económico producido por el estallido de la guerra dificulta sus posibilidades de encontrar trabajo y solicita la amnistía que acaba de promulgarse en Francia para retornar al país.
En sus últimos años, no publica más y muere en la más absoluta oscuridad y pobreza. "Muerto en París, loco de miseria, en 1864", señala muy apropiadamente Gustave Lefrançais en sus Memorias de un revolucionario.